# Praephostria flavalis
Praephostria flavalis är en fjärilsart som beskrevs av Hans Georg Amsel 1956. Praephostria flavalis ingår i släktet Praephostria och familjen Crambidae. Inga underarter finns listade i Catalogue of Life.